# Carlos Mirson
Carlos Alberto Mirson (Ciudad de Buenos Aires, 30 de abril de 1948), es un abogado, docente universitario y empresario de medios de difusión vinculado al tango de Argentina.

## Biografía

### Comienzos
Mirson terminó sus estudios en el Colegio Mariano Moreno para inmediatamente comenzar su carrera en el Poder Judicial, ingresando a la Justicia Nacional del Trabajo a los 18 años. En paralelo, estudió Derecho en la Universidad de Buenos Aires. De 1974 hasta 1978, se desempeñó como Jefe de Investigaciones del Instituto de Derecho Social de la Facultad de Derecho de la UBA, por entonces presidido por el jurista Eduardo Stafforini.
La carrera de Mirson en el Poder Judicial se prolongó desde 1966 hasta el 24 de marzo de 1976, llegando a la función de Secretario de la Suprema Corte de Justicia de la Provincia de Buenos Aires. Fue precisamente en esa fecha donde quedó forzado a renunciar tras la instalación del gobierno de facto de la dictadura cívico-militar argentina, autoproclamada «Proceso de Reorganización Nacional».
Durante los años de dictadura, Carlos Mirson pasó al plano político para militar en la Coordinara de Acción Justicialista, presidida por Ángel Federico Robledo, desempeñándose allí como Director de los equipos técnicos y profesionales.
A su vez, perteneció al grupo Generación Intermedia del Justicialismo, un encuentro político ejercido durante los años de prohibición y proscripción del peronismo.

### Trayectoria en los medios
Luego de ejercer como presidente del Centro de Abogados de Buenos Aires durante un año (1980-1981), se volcó a la industria de medios para ganar la licitación de Radio Splendid (990 AM, 95.9 FM), emisora que dirigió desde 1983 hasta 1994.
En abril de 1990 fundó, junto a Gustavo Noya y Michel Peyronell, FM tango, la primera radio argentina exclusivamente dedicada a este género musical. Según el diario La Nación, «el dial logró por entonces un resonante eco en amplias capas de la audiencia que la hicieron suya en virtud de que se convirtió en una tenaz difusora del tango, pero no de cualquiera: muchos de los mejores intérpretes o cantores tuvieron su lugar allí».
En menos de dos meses, la estación alcanzó un notable éxito de audiencia de crítica. Esta actividad llevó a Mirson a publicar ediciones de CD de tangos, y a llevar ese género a distintos espectáculos tanto nacionales como internacionales, entre los que se destacó la producción del espectáculo Tango Argentino, presentado en París y en Broadway. FM Tango ganó así su primer Martín Fierro en la categoría mejor programación musical en FM. En el 92, sonó en el Festival des Allumées, en Francia, y en 1993 una empresa japonesa compró los derechos para emitirla en su país. En 1994, un grupo liderado por Gerardo Sofovich compró la 95.9 y FM Tango se mudó al 92.7 de Municipal.
Su función como presidente del directorio de dicha señal lo llevó a la Presidencia de la Asociación de Radiodifusoras Privadas Argentinas (ARPA). Desde 1992 hasta 1994 fue vocal de la Asociación Internacional de Radiodifusión (AIR).